# Felix (musicien)
Felix (né Francis Wright à Chelmsford, en Angleterre) est un DJ et producteur britannique de house.

## Biographie
Felix naît à Chelmsford, dans l'Essex. Sa passion pour la musique commence très tôt avec l'amour de la soul et du funk des compilations Street Sounds et de la Chicago house. À l'âge de 15 ans, après s'être brièvement intéressé au hip-hop, il décide de créer sa propre musique et commence à s'impliquer en tant que DJ.
Felix et sa sœur Rebecca Wright commence pour une publicité pour la boisson caféinée écossaise Irn-Bru. en 1992, Felix sort le single Don't You Want Me — qui sample la chanson Don't You Want My Love de Jomanda — crédité sous « Felix featuring Jomanda » (coproduit par Rollo et Red Jerry), la chanson atteint la première place du Billboard Hot Dance Music/Club Play et la 6e place du UK Singles Chart en 1992.
Don't You Want Me est samplée par Meck en 2007, pour fournir la majorité de la musique de son single Feels Like Home. En 2008, Madonna utilise des éléments de la version de Meck sur Like a Prayer pendant le Sticky and Sweet Tour.
Parmi les autres singles de Felix classés au Royaume-Uni, citons It Will Make Me Crazy et Stars.
Don't You Want Me 2015 sort le 13 avril 2015 sur Armada Music, et comprend cinq nouveaux mixes : Classic, Turbo, Dimitri Vegas & Like Mike, Atjazz Club et Brodanse Bass Hall. Toujours en 2015, Felix lance son nouveau label Dance FX et toutes les ventes de son album Reaching for the Top sont reversées à la David Lynch Foundation.
Dans les années 2020, Felix travaille sur de nouvelles sorties, mais profite également de son temps avec sa famille. 

## Discographie

### Albums studio
- 1993 : #1 (R-U #26[4], AUS #124, AUT #24[5], ALL #76, P-B #86[6], SUÈ #45[7], SUI #29[8])

### Singles
| Année                                                   | Single                                 | Meilleure position | Meilleure position | Meilleure position | Meilleure position | Meilleure position | Meilleure position | Meilleure position | Meilleure position | Meilleure position | Meilleure position | Certifications            | Album            |
| Année                                                   | Single                                 | AUS                | AUT                | FIN                | ALL                | IRL                | P-B                | NOR                | SUI                | SUÈ                | R-U                | Certifications            | Album            |
| ------------------------------------------------------- | -------------------------------------- | ------------------ | ------------------ | ------------------ | ------------------ | ------------------ | ------------------ | ------------------ | ------------------ | ------------------ | ------------------ | ------------------------- | ---------------- |
| 1992                                                    | Don't You Want Me                      | 17                 | 3                  | 1                  | 2                  | 7                  | 3                  | 5                  | 1                  | 4                  | 6                  | - SNEP : Argent - BM : Or | #1               |
| 1992                                                    | It Will Make Me Crazy                  | —                  | 8                  | 1                  | 5                  | 4                  | 9                  | —                  | 3                  | 6                  | 11                 |                           | #1               |
| 1993                                                    | Stars                                  | —                  | —                  | —                  | —                  | 16                 | —                  | —                  | —                  | —                  | 29                 |                           | #1               |
| 1993                                                    | Fastslow                               | —                  | —                  | —                  | —                  | —                  | —                  | —                  | —                  | —                  | —                  |                           | #1               |
| 1994                                                    | Get Down                               | —                  | —                  | —                  | —                  | —                  | —                  | —                  | —                  | —                  | —                  |                           | Single seulement |
| 1995                                                    | Don't You Want Me (Patric Prins remix) | —                  | —                  | 16                 | —                  | 19                 | —                  | —                  | —                  | —                  | 10                 |                           | Single seulement |
| 1996                                                    | Don't You Want Me ('96 Pugilist mix)   | —                  | —                  | —                  | —                  | —                  | —                  | —                  | —                  | —                  | 17                 |                           | Single seulement |
| « — » signifie que le single n'est pas classé ou sorti. |                                        |                    |                    |                    |                    |                    |                    |                    |                    |                    |                    |                           |                  |